# U-15-Fußball-Südamerikameisterschaft
Die U-15-Fußball-Südamerikameisterschaft (spanisch Campeonato Sudamericano Sub-15) ist ein Fußballwettbewerb zwischen den Nationalmannschaften Südamerikas für männliche Fußballspieler unter 15 Jahren. Es wurde erstmals 2004 als U-16-Turnier ausgetragen und findet seit 2005 im Zweijahresrhythmus als U-15-Wettbewerb statt.

## Die Turniere im Überblick
| Jahr                            | Gastgeber   | Finale      | Finale        | Finale        | Spiel um Platz drei | Spiel um Platz drei | Spiel um Platz drei |
| Jahr                            | Gastgeber   | Sieger      | Ergebnis      | Zweiter Platz | Dritter Platz       | Ergebnis            | Vierter Platz       |
| ------------------------------- | ----------- | ----------- | ------------- | ------------- | ------------------- | ------------------- | ------------------- |
| als U-16 Wettbewerb ausgetragen |             |             |               |               |                     |                     |                     |
| 2004 Details                    | Paraguay    | Paraguay    | 0:0 5:3 i. E. | Kolumbien     |                     | nicht ausgetragen   |                     |
| als U-15 Wettbewerb ausgetragen |             |             |               |               |                     |                     |                     |
| 2005 Details                    | Bolivien    | Brasilien   | 6:2           | Argentinien   | Paraguay            | 1:0                 | Bolivien            |
| 2007 Details                    | Brasilien   | Brasilien   | (Ligasystem)  | Uruguay       | Argentinien         | (Ligasystem)        | Chile               |
| 2009 Details                    | Bolivien    | Paraguay    | (Ligasystem)  | Brasilien     | Ecuador             | (Ligasystem)        | Uruguay             |
| 2011 Details                    | Uruguay     | Brasilien   | (Ligasystem)  | Kolumbien     | Argentinien         | (Ligasystem)        | Uruguay             |
| 2013 Details                    | Bolivien    | Peru        | 1:0           | Kolumbien     | Argentinien         | 2:1                 | Chile               |
| 2015 Details                    | Kolumbien   | Brasilien   | 0:0 5:4 i. E. | Uruguay       | Argentinien         | 1:0                 | Ecuador             |
| 2017 Details                    | Argentinien | Argentinien | 3:2           | Brasilien     |                     | nicht ausgetragen   |                     |
| 2019 Details                    | Paraguay    | Brasilien   | 1:1 5:3 i. E. | Argentinien   | Paraguay            | 2:1                 | Kolumbien           |
| 2023 Details                    | Bolivien    | Paraguay    | 0:0 4:3 i. E. | Ecuador       | Argentinien         | 2:1                 | Chile               |

### Rangliste
- nach 10 Turnieren

| Rang | Land        | Sieger | Zweiter | Dritter* | Vierter* |
| ---- | ----------- | ------ | ------- | -------- | -------- |
| 1    | Brasilien   | 5      | 2       |          |          |
| 2    | Paraguay    | 3      |         | 2        |          |
| 3    | Argentinien | 1      | 2       | 5        |          |
| 4    | Peru        | 1      |         |          |          |
| 5    | Kolumbien   |        | 3       |          | 1        |
| 6    | Uruguay     |        | 2       |          | 2        |
| 7    | Ecuador     |        | 1       | 1        | 1        |
| 8    | Chile       |        |         |          | 3        |
| 9    | Bolivien    |        |         |          | 1        |

* 2004 und 2017 wurden kein Spiel um Platz 3 ausgetragen.